# Chilgeumgeumneung-dong
Chilgeumgeumneung-dong (koreanska: 칠금·금릉동) är en stadsdel i staden Chungju i provinsen Norra Chungcheong i den centrala delen av i Sydkorea, 110 km sydost om huvudstaden Seoul.